# 1744 White Alto
1744 White Alto er en indisk film fra 2022 af Senna Hegde.

## Medvirkende
- Sharafudheen som Mahesh
- Rajesh Madhavan
- Vincy Aloshious som Rinnie Mahesh
- Anand Manmadhan
- Navas Vallikkunnu
- Arun Kurian
- Sajin Cherukayil